# Tatort: Blutiger Asphalt
Blutiger Asphalt ist ein Fernsehfilm aus der Krimireihe Tatort. Der vom Bayerischen Rundfunk unter der Regie von Vivian Naefe produzierte Beitrag wurde am 12. November 1995 im Ersten als 321. Folge der Reihe erstgesendet. Für die Kommissare Ivo Batic und Franz Leitmayr ist es der elfte Fall, in dem sie ermitteln.

## Handlung
Carola Schmitz wird in der Waschküche eines Münchner Mietshauses von einem Unbekannten erstochen. Die Kommissare Ivo Batic und Franz Leitmayr ermitteln den Mordfall und erfahren von den Bewohnern des Mietshauses, dass sicher der exzentrische Kai Herman der Mörder sei. Dieser ist Ingenieur und arbeitet derzeit an einer bahnbrechenden Erfindung, von der er hofft, dass sie ihm Millionen einbringen wird, sobald das Gerät seine Patentierung erhalten hat. Nachdem an der Tatwaffe Bitumenreste gefunden werden, erhärtet das den Verdacht gegen Herman, denn seine Erfindung soll im Bereich des Straßenbaus eingesetzt werden. Als die Ermittler Herman darauf ansprechen, hält er dies für ein Komplott der Baufirma, die ihn auf diese Weise um sein Patent betrügen will. Leitmayr hält das durchaus für möglich und findet einiges, was dafür spricht.
Im Zuge der Ermittlungen finden sich auch Verdachtsmomente gegen Treiber, den Verlobten des Opfers. Carola Schmitz hatte nämlich in der ehemaligen DDR ein Haus geerbt, das sie verkauft hat, und die noch übrigen 100.000 Mark sind verschwunden. Treiber leugnet von dem Geld gewusst zu haben und beschuldigt wiederum Herman. Seiner Meinung nach hatte seine Verlobte ein Verhältnis mit Herman und hat ihm das Geld für dessen Entwicklungen gegeben.
Hermans Idee von einer Verschwörungstheorie, die sich gegen ihn richtet, steigert sich zu einer regelrechten Paranoia. Seine Aggressivität wächst und die Angst das Patent zu verlieren, lässt ihn unberechenbar werden. Nachdem in Hermans Wohnung eingebrochen wird und dabei Computer und Disketten zerstört werden, rastet er regelrecht aus. Batic und Leitmayr befürchten, dass der Ingenieur möglicherweise zu einer tickenden Zeitbombe wird und sich dabei sogar selbst gefährdet. Doch sie haben keine ausreichenden Beweise, um ihn aus dem Verkehr zu ziehen. Zudem erhärtet sich der Verdacht gegen Treiber. Aufgrund von Bitumenspuren, die in Treibers Garage gefunden werden und die nach einer kriminaltechnischen Untersuchung mit denen an der Tatwaffe identisch sind, nehmen Batic und Leitmayr den Verdächtigen fest. Er gibt zu das Geld dringend gebraucht und im Streit darüber seine Verlobte getötet zu haben.
Unterdessen läuft Herman Amok. Offensichtlich will er Herrn Fischer vom Patentamt zur Rechenschaft ziehen und dringt  bewaffnet ins Patentamt ein. Leitmayr versucht die Katastrophe zu verhindern, indem er auf Herman einredet, aber er muss am Ende doch schießen und trifft Herman tödlich.

## Hintergrund
Die Filmmusik stammt von Uli Kümpfel alias One Tongue.

## Einschaltquote
Die Erstausstrahlung von Blutiger Asphalt am 12. November 1995 wurde in Deutschland von 8,62 Millionen Zuschauern gesehen und erreichte einen Marktanteil von 25,03 Prozent für Das Erste.

### Kritik
Die Kritiker der Fernsehzeitschrift TV Spielfilm urteilen mit dem Daumen nach oben und meinen: „Cleveres Verwirrspiel auf Bayerns Asphalt.“